# John Campbell Brown
Professor John Campbell Brown FRSE (født 4. februar 1947, død 16. november 2019) var en britisk astronom. 
Brown havde følgende positioner:
- Astronomer Royal for Scotland (siden 1995)
- Æresdoktor i astronomi, University of Edinburgh
- Regius Professor i astronomi, University of Glasgow